# フランコ・セルビ
フランコ・エマヌエル・セルビ（Franco Emanuel Cervi, 1994年5月26日 - ）は、アルゼンチン・ロサリオ出身のサッカー選手。セルタ・デ・ビーゴ所属。ポジションはミッドフィールダー。

## 経歴

### ユース時代
2001年5月7日、6歳の時にCAロサリオ・セントラルと契約を交わす。
AFA管轄のユースでのリーグにおける試合でのデビューは2008年3月29日にシウダー・デポルティーバでの9部 (年齢別カテゴリー) リーグの試合で、対戦相手はCAコロンであったが、この試合は敗戦している。AFA管轄での試合 (前述の9部から4部まで) は107試合プレーしたが、フル出場は60試合のみで、残りの47試合はベンチスタートからの交代で、またユースカテゴリーにおいて、107試合中15ゴールをマークした。

### トップチーム
2014年11月9日のエストゥディアンテス・デ・ラ・プラタ戦の79分にエルナン・エンシーナの交代によりプレーをし、デビューを果たした。
またこのシーズンでその後2試合をプレーし、その後のラシン・クラブとの試合では、ドリブル突破からDFを抜き去り、シュートを放つなど、その後の可能性を感じさせるプレーをした。また2015年のシーズンでは、開幕戦のラシン・クラブとの試合でゴールキーパーからのパスをバリエントスがカットし、セルヴィーがゴールを決め、初ゴールとなった。その後全ての試合でスタメンでプレーしており、リーグ中断前までに4ゴールをマークしている。

### ベンフィカ
2016年7月よりポルトガルのプリメイラ・リーガ所属のSLベンフィカへ移籍することが合意に達した。

### セルタ
2021年7月5日、セルタ・デ・ビーゴと2024年までの契約を結んだ。

## タイトル

### クラブ
SLベンフィカ
- プリメイラ・リーガ : 2016-17, 2018-19
- タッサ・デ・ポルトガル : 2016-17
- スーペルタッサ・カンディド・デ・オリベイラ : 2016, 2017